# فرد كارلسون
فرد كارلسون (بالفنلندية: Fred Karlsson)‏ هو أستاذ جامعي فنلندي، ولد في 17 فبراير 1946 في توركو في فنلندا.